# Colossal Cave Adventure
Colossal Cave Adventure, також відома під назвою Adventure або ADVENT — текстова відеогра в жанрі квесту, найстаріша гра цього жанру. Першу версію Colossal Cave Adventure розробив у 1975 році для мейнфрейма PDP-10 програміст та спелеолог Вільям Краудер.
Велику популярність здобула версія гри, допрацьована в 1977 році іншим програмістом — Доном Вудсом; в наступні роки різними розробниками було створено ще безліч інших, вдосконалених версій гри на різних системах.

## Ігровий процес

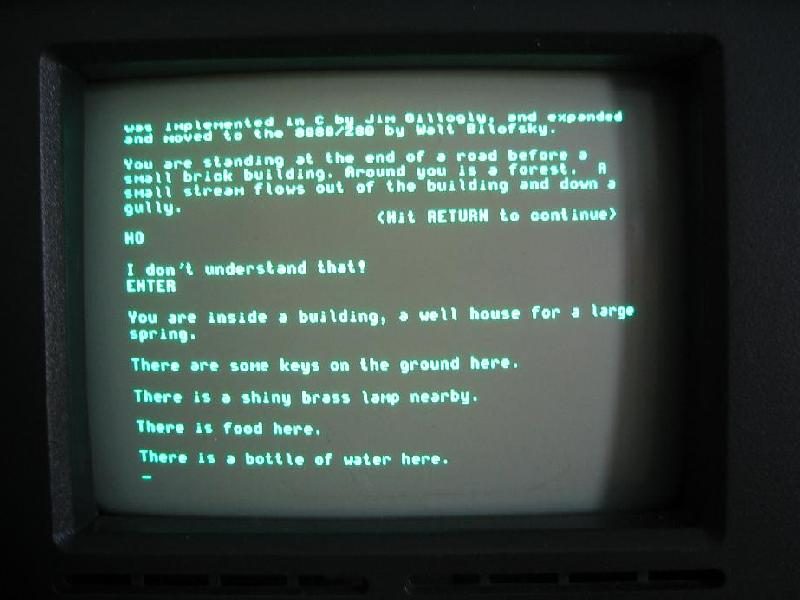
Гра, запущена на комп'ютері Osborne II, бл. 1982 р.

Гра використовує виключно текстовий інтерфейс, і гравець взаємодіє з нею за допомогою простих текстових команд. Гра надає описи довкілля, стану персонажа, а гравець повинен відповідати на них, набираючи слова, що позначають різні дії.
Під управлінням гравця перебуває персонаж, який досліджує систему печер, де заховані скарби. Завданням гравця є знайти скарби, вибратися з ними з печери, при цьому отримавши якомога більшу кількість балів. Основна частина лабіринту досить точно описує топологію деяких з Мамонтових печер в Кентуккі.
Оригінальна версія гри 1976 року містить п'ять скарбів, які можна зібрати. Хоча в основі гри лежить реальна печерна система, вона містить кілька фентезійних елементів, таких як кришталевий міст, магічні слова та гноми, що орудують сокирами. Гравець може загинути, впавши в яму або будучи вбитим гномами, але в іншому випадку гра не має ні кінця, ні мети, окрім як знайти скарби. Версія гри 1977 року, на якій базуються пізніші версії, додає ще десять скарбів і більше фентезійних елементів. Вона також додала систему балів, згідно з якою виконання певних цілей приносить заздалегідь визначену кількість балів. Кінцевою метою є заробити максимальну кількість балів — 350 у версії 1977 року, що передбачає пошук усіх скарбів у грі та безпечний вихід з печери.

## Відгук в культурі

### Вплив
Colossal Cave Adventure є першим зразком інтерактивної літератури в історії та відкривачем як цього жанру, так і жанру квестів в цілому. Крім цього, Colossal Cave Adventure є відправною точкою в еволюції інших жанрів відеоігор: рольових відеоігор, roguelike та MUD.

### Maze of twisty little passages
В одній з частин печери знаходиться «лабіринт зі звивистих невеликих проходів, усі схожі» (англ. Maze of twisty little passages, all alike). Цей вислів став ідіомою, що позначає ситуацію, в якій жодні дії не призводять до видимої зміни поведінки системи, оскільки фактично немає різниці яким проходом піти.
В іншій частині знаходиться «лабіринт з невеликих звивистих проходів, усі різні» (англ. Maze of twisty little passages, all different). Якщо уважно стежити за повідомленнями, можна помітити, що опис кожного з проходів складається з тих самих слів:
- Maze of twisty little passages
- Twisty maze of little passages
- Little twisty maze of passages
- Maze of little twisty passages

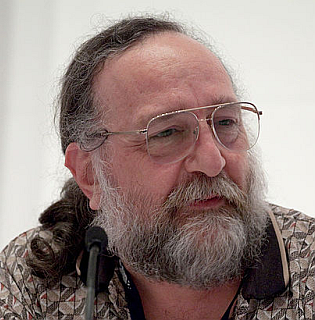
Дон Вудс
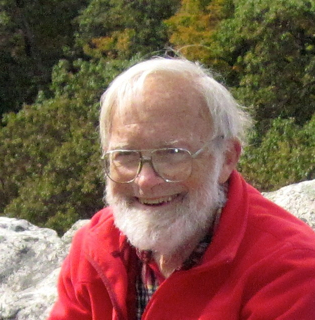
Вільям Краудер